# Чухрай Парасковія Федорівна
Парасковія Федорівна Чухрай (1917, село Запитів, тепер селище Кам'янка-Бузького району Львівської області — ?) — українська радянська діячка, новатор сільськогосподарського виробництва, ланкова колгоспів імені Сталіна та імені Шевченка Березнівського району Рівненської області. Депутат Верховної Ради УРСР 2—3-го скликань.

## Біографія
Народилася в родині селянина-бідняка в селі Запитові на Львівщині. Через деякий час родина переїхала до села Борикути біля містечка Березного, а Парасковія вийшла заміж за бідняка із села Велике Поле. Працювала наймичкою у заможних селян. За підпільну революційну роботу подружжя Чухраїв було вислане польською владою за межі Волинського воєводства. До 1939 року працювали на лісозаготівлях у лісових володіннях князя Радзивіла.
У 1940 році вступила до комсомолу. До 1941 року — колгоспниця колгоспу імені Сталіна Березнівського району Ровенської області. Під час німецько-радянської війни працювала у власному господарстві.
З 1944 року — колгоспниця, ланкова колгоспу імені Сталіна села Зірне Березнівського району Ровенської області. Член ВКП(б).
У 1949 році ланка колгоспу імені Сталіна у складі ланкової Парасковії Федорівни Чухрай і членів ланки Марії Іванівни Конєвої та Юлії Іллівни Мацько були одними з перших в Ровенській області нагороджені урядовими нагородами за розвиток колгоспного будівництва. Ланка зібрала у 1948 році рекордний в області врожай жита — 25,22 центнера з гектара на площі 9 гектарів. У 1949 році ланка Чухрай відзначилася вагомим врожаєм картоплі по 353 центнера з гектара, а у 1950 році — по 380 центнерів з гектара.
З 1950 року — ланкова колгоспу імені Шевченка містечка Березне Березнівського району Рівненської області.

## Нагороди
- орден Леніна (1949)
- медалі